# 铁英华
铁英华（1993年1月9日—），中國自由搏擊選手，湖北人。

## 职业生涯
2013年4月25日在河南郑州举办的武林风亚洲区金腰带争夺战中，铁英华连续战胜泰国选手楚猜和中国选手顾辉，获得武林风自由搏击男子65公斤级亚洲区金腰带。
2015年1月31日在重庆市江南体育馆举行的2015 WLF 全球功夫盛典中铁英华连续击败美国肖恩.奥布朗斯基(Shane Oblonsky)、韩国金东秀(Kim Dong Su)和哈亚.赞尼涅夫(Khayal Dzhaniev)获得2015 WLF-世界功夫之王。 

## 榮譽
- 2015 WLF 世界八人战67kg功夫之王 [3]
- 2013 武林风亚洲65kg级冠军金腰带 [4]
- 2012 武林风65kg级中国勇士称号